# World Series 1996
Le World Series 1996 sono state la 92ª edizione della serie di finale della Major League Baseball al meglio delle sette partite tra i campioni della National League (NL) 1996, gli Atlanta Braves, e quelli della American League (AL), i New York Yankees. A vincere il loro ventitreesimo titolo furono gli Yankees per quattro gare a due.
New York conquistò il suo primo titolo dal 1978, diventando la terza squadra a vincere dopo avere perso le prime due gare in casa, dopo i Kansas City Royals nel 1985 e i New York Mets nel 1986. Inoltre diventarono la prima squadra dai Los Angeles Dodgers nel 1981 (che batterono gli stessi Yankees) a vincere quattro gare consecutive dopo avere perso le prime due.
Gara 5 fu l'ultima partita disputata all'Atlanta–Fulton County Stadium. Atlanta divenne l'unica città ad ospitare le World Series e le Olimpiadi nello stesso anno, con lo stesso County Stadium che fu il teatro di entrambi gli eventi.

## Sommario
New York ha vinto la serie, 4-2.
| Gara | Data       | Risultato                                            | Stadio                        | Tempo | Pubblico |
| ---- | ---------- | ---------------------------------------------------- | ----------------------------- | ----- | -------- |
| 1    | 20 ottobre | Atlanta Braves – 12, New York Yankees – 1            | Yankee Stadium                | 3:10  | 56.365   |
| 2    | 21 ottobre | Atlanta Braves – 4, New York Yankees – 0             | Yankee Stadium                | 2:44  | 56.340   |
| 3    | 22 ottobre | New York Yankees – 5, Atlanta Braves – 2             | Atlanta–Fulton County Stadium | 3:22  | 51.843   |
| 4    | 23 ottobre | New York Yankees – 8, Atlanta Braves – 6 (10 inning) | Atlanta–Fulton County Stadium | 4:17  | 51.881   |
| 5    | 24 ottobre | New York Yankees – 1, Atlanta Braves – 0             | Atlanta–Fulton County Stadium | 2:54  | 51.881   |
| 6    | 26 ottobre | Atlanta Braves – 2, New York Yankees – 3             | Yankee Stadium                | 2:52  | 56.375   |

## Hall of Famer coinvolti
- Yankees: Wade Boggs, Derek Jeter, Tim Raines, Mariano Rivera, Joe Torre (manager)
- Braves: Bobby Cox (manager), John Schuerholz (GM), Tom Glavine, Chipper Jones, Greg Maddux, John Smoltz